# NGC 5477
NGC 5477 je trpasličí nepravidelná galaxie v souhvězdí Velké medvědice vzdálená od Země 22 milionů světelných let. Její zdánlivá jasnost je 14,0m a úhlová velikost 1,7′ × 1,3′. 
Je členem skupiny galaxií M101. Galaxii objevil 14. dubna 1789 William Herschel.